# Tragoportax gaudryi
Tragoportax gaudryi és una espècie extinta de bòvid que visqué al sud-oest d'Europa durant el Miocè, fa uns vuit milions d'anys. Com les altres espècies de Tragoportax, pesava uns 80 kg i tenia les potes relativament llargues, cosa que indica que era un corredor ràpid i àgil. Probablement vivia en boscos oberts. Fou una espècie comuna durant l'estatge Turolià. Entre altres localitats, se n'han trobat fòssils al Torrentet dels Traginers (Piera).